# Бутанкур (Ардени)
Бутанкур (фр. Boutancourt) насеље је и општина у североисточној Француској у региону Шампањ-Арден, у департману Ардени која припада префектури Шарлвил Мезјер.
По подацима из 2011. године у општини је живело 288 становника, а густина насељености је износила 96,32 становника/km². Општина се простире на површини од 2,99 km². Налази се на средњој надморској висини од 165 метара.

## Демографија
| 1962. | 1968. | 1975. | 1982. | 1990. | 1999. | 2011. |
| ----- | ----- | ----- | ----- | ----- | ----- | ----- |
| 318   | 334   | 280   | 275   | 246   | 281   | 288   |

График промене броја становника у току последњих година